# Мірославець (гміна)
Гміна Мірославець (пол. Gmina Mirosławiec) — місько-сільська гміна у північно-західній Польщі. Належить до Валецького повіту Західнопоморського воєводства.
Станом на 31 грудня 2011 у гміні проживало 5617 осіб.

## Територія
Згідно з даними за 2007 рік площа гміни становила 195.87 км², у тому числі:
- орні землі: 32.00%
- ліси: 58.00%

Таким чином, площа гміни становить 13.92% площі повіту.

## Населення
Станом на 31 грудня 2011:
| Опис     | Загалом | Загалом | Чоловіки | Чоловіки | Жінки | Жінки |
| -------- | ------- | ------- | -------- | -------- | ----- | ----- |
| одиниця  | осіб    | %       | осіб     | %        | осіб  | %     |
| все      | 5617    | 100     | 2791     | 49.69    | 2826  | 50.31 |
| міське   | 3111    | 100     | 1550     | 49.82    | 1561  | 50.18 |
| сільське | 2506    | 100     | 1241     | 49.52    | 1265  | 50.48 |

## Сусідні гміни
Гміна Мірославець межує з такими гмінами: Валч, Вешхово, Каліш-Поморський, Тучно.